# Refugi de Cuberes
El Refugi de Cuberes o Casa Miró és un refugi de muntanya del terme municipal de Baix Pallars, a la comarca del Pallars Sobirà, dins de l'antic terme de Baén.
És a 1478 m d'altitud, dins de la reserva del Boumort, als contraforts nord-orientals de la Serra de Cuberes.